# Astragalus kuschkensis
Astragalus kuschkensis är en ärtväxtart som beskrevs av Antonina Georgievna Borissova. Astragalus kuschkensis ingår i släktet vedlar, och familjen ärtväxter. Inga underarter finns listade i Catalogue of Life.